# Provinz Lamas
Die Provinz Lamas ist eine von zehn Provinzen der Region San Martín in Nord-Peru. Sie hat eine Fläche von 5041 km². Beim Zensus 2017 wurden in der Provinz 86.748 Einwohner gezählt. Im Jahr 1993 lag die Einwohnerzahl bei 67.253, im Jahr 2007 bei 79.075. Die Provinzverwaltung befindet sich in der Kleinstadt Lamas.

## Geographische Lage
Die Provinz Lamas liegt im Norden der Region San Martín westlich des Río Huallaga. Die Provinz hat eine Längsausdehnung in Ost-West-Richtung von 90 km. Ein Höhenkamm der  peruanischen Ostkordillere durchzieht die Provinz in nordnordwestlicher Richtung.
Westlich des Höhenkamms fließt der Río Mayo in südlicher Richtung zum Río Huallaga. Östlich des Höhenkamms erstreckt sich das Amazonastiefland.
Die Provinz Lamas grenzt im Norden an die Provinz Alto Amazonas (Region Loreto), im Osten und Südosten an die Provinz San Martín, im Süden an die Provinz Picota, im Südwesten an die Provinz El Dorado sowie im Nordwesten an die Provinz Moyobamba.

## Verwaltungsgliederung
Die Provinz Lamas ist in elf Distrikte unterteilt. Der Distrikt Lamas ist Sitz der Provinzverwaltung.
| Distrikt             | Verwaltungssitz      |
| -------------------- | -------------------- |
| Alonso de Alvarado   | Roque                |
| Barranquita          | Barranquita          |
| Caynarachi           | Pongo de Caynarachi  |
| Cuñumbuqui           | Cuñumbuqui           |
| Lamas                | Lamas                |
| Pinto Recodo         | Pinto Recodo         |
| Rumisapa             | Rumisapa             |
| San Roque de Cumbaza | San Roque de Cumbaza |
| Shanao               | Shanao               |
| Tabalosos            | Tabalosos            |
| Zapatero             | Zapatero             |